# The Only
The Only – pierwszy singel industrial metalowej grupy Static-X pochodzący z jej trzeciego albumu, Shadow Zone. Utwór został wykorzystany w grze Need For Speed: Underground, w komputerowej wersji True Crime: Streets of LA oraz podczas MTV Music Video Awards w 2003 jako podkład pod mowę konferansjerską. Wokal jest spokojniejszy niż w innych utworach grupy.